# 藤田美紀
藤田 美紀（ふじた みき、1981年4月18日 - ）は、日本の元子役。

## 来歴・人物
- 1980年代後半から1990年代半ばにかけて子役として活躍。
- 東映制作の特撮番組と接点が深い。

## 出演作品

### テレビドラマ
- 誰かが夢を覗いてる（KTV, 1987年8月3日）[2]
- 密閉島（NTV, 1988年8月16日）[2]
- 夏の嵐（THK, 1989年7月3日 - 10月6日）
- 男と女のミステリー『街』 PARTIII（CX, 1991年1月25日）[2]
- 不連続爆破事件（TBS, 1991年5月13日）[2]
- 断崖に立つ女（YTV, 1991年6月27日）[2]
- 恐竜戦隊ジュウレンジャー（ANB, 1992年5月15日）- ミチ 役
- 特捜エクシードラフト 第43・44話（ANB, 1992年12月6日・13日）- 川村 さやか 役
- 五星戦隊ダイレンジャー 第19話・20話（ANB, 1993年7月2日・9日）- 香澄 役
- マイ・マザー・リバー　むすんでひらいて（IBC, 1994年8月20日）- 小松 シキ（少女時代）役[2]
- 家なき子２（NTV, 1995年4月15日 - 7月8日）[2]

### 映画
- 劇場版 忍者戦隊カクレンジャー（監督: 東條昭平, 1994年4月16日公開）- 由美子 役